# Quincy (Michigan)
Quincy – wieś w Stanach Zjednoczonych, w stanie Michigan, w hrabstwie Branch.